# جو ویس
جو ویس (به انگلیسی: Joe Wise) (زادهٔ ۲۲ مهٔ ۱۹۹۳) شناگر اهل ایالات متحده آمریکا است.